# Craig Kyle
Pour les articles homonymes, voir Kyle.
Craig Kyle est un scénariste, producteur et auteur de bande dessinée américain né le 3 novembre 1971 à Houston au Texas. Il est principalement connu pour avoir scénarisé plusieurs films de l'Univers cinématographie Marvel comme Thor : Ragnarok ou pour avoir écrit plusieurs épisodes de la série de bandes dessinées sur le personnage de X-23 avec son collaborateur Christopher Yost.

## Filmographie

### Scénariste
- 2002-2003 : X-Men: Evolution : 40 épisodes
- 2006-2010 : Les Quatre Fantastiques : 25 épisodes
- 2006 : Ultimate Avengers
- 2006 : Les Vengeurs 2
- 2007 : The Invincible Iron Man
- 2007 : Doctor Strange
- 2008 : Next Avengers: Heroes of Tomorrow
- 2008-2009 : Wolverine et les X-Men : 26 épisodes
- 2008-2012 : Iron Man : 41 épisodes
- 2009 : Hulk Vs
- 2010 : Planète Hulk
- 2011 : Thor : Légendes d'Asgard
- 2011 : Marvel vs. Capcom 3: Fate of Two Worlds
- 2017 : Thor : Ragnarok
- 2021 : Pacific Rim: The Black : 4 épisodes

### Producteur
- 2002-2003 : X-Men: Evolution : 19 épisodes
- 2003 : Les Nouvelles Aventures de Spider-Man : 13 épisodes
- 2006-2010 : Les Quatre Fantastiques : 26 épisodes
- 2006 : Ultimate Avengers
- 2006 : Les Vengeurs 2
- 2007 : The Invincible Iron Man
- 2007 : Doctor Strange
- 2008 : Next Avengers: Heroes of Tomorrow
- 2008 : The Spectacular Spider-Man: Attack of the Lizard
- 2008-2009 : Wolverine et les X-Men : 26 épisodes
- 2008-2009 : Iron Man : 26 épisodes
- 2008-2009 : Spectacular Spider-Man : 26 épisodes
- 2009 : Hulk Vs
- 2010 : Planète Hulk
- 2011 : Thor
- 2011 : Thor : Légendes d'Asgard
- 2013 : Thor : Le Monde des ténèbres
- 2021 : Pacific Rim : 4 épisodes

## Bande dessinée
- Marvel Comics :
  - Vengeurs :
    - Avengers Universe

  - X-23 :
    - X-23

  - X-Force :
    - X-Force
    - X Necrosha
    - X-Force: Sex and Violence

  - X-Men :
    - Astonishing X-Men
    - X-Men
    - Dark X-Men: Confession
    - New X-Men
    - X-Men: Divided We Stand
    - X-Men: Second Coming

  - Autres :
    - Deadpool : Le Collection qui tue